# Gustav Siegfried Herrmann
Gustav Siegfried Herrmann (* 10. März 1879 in Reichenberg, Böhmen; † 18. Mai 1921 in Wien) war ein österreichischer Bildhauer.

## Leben
Ab 1903 ist Herrmann als Student an der Akademie der bildenden Künste in Wien nachweisbar. Sein Atelier hatte er in Wien-Landstraße.
Während des Ersten Weltkrieges, 1916, bemühte er sich um Aufnahme als Kriegsbildhauer in das k.u.k. Kriegspressequartier. Obwohl er Leutnant des Landsturms war und unter dem Eindruck der starken Verluste der k.u.k. Armee an der Front gebraucht wurde, war sein Ansuchen erfolgreich. In weiterer Folge wurde er zum Militärattaché nach Sofia und Konstantinopel abkommandiert. 1917 erhielt er Befehl, seine Werke in Leipzig und Berlin auszustellen, 1918 nahm er an der Eröffnung der Münchener Ausstellung des k.u.k. Kriegspressequartiers teil. Am 5. Juni 1918 erhielt er das Signum laudis der Isonzo-Armee; am 18. Oktober 1918 wurde er für das Ritterkreuz des Franz-Joseph-Ordens mit Kriegsdekoration vorgeschlagen. Am 24. Juli 1918 ersuchte er um einen längeren Urlaub, da er von Kaiserin Zita den Auftrag erhalten hatte, eine Büste Kaiser Karls I., welche von der Kaiserin als „allergelungenstes Porträt“ bezeichnet wurde, in Marmor auszuführen. Die betreffende Büste war zuvor im Wiener Künstlerhaus ausgestellt worden.
Gustav Siegfried Herrmann fertigte in weiterer Folge noch eine Reihe von Bildnisbüsten, Plaketten und Medaillen an, während des Ersten Weltkrieges vornehmlich von Mitgliedern des Kaiserhauses, aber auch einfacher Soldaten; nach dem Krieg in der Regel von Politikern und Künstlern, wie etwa dem Tenor Erik Schmedes.

## Werke (Auszug)
- Statuette Kaiser Karl I., 1916/18, Bronze, 11 × 10 × 34 cm, Heeresgeschichtliches Museum, Wien